# شيلي تومسون (ممثلة)
شيلي تومسون هي ممثلة كندية، ولدت في 9 مارس 1959 بكالغاري في كندا.

## وصلات خارجية
- شيلي تومسون على موقع IMDb (الإنجليزية)
- شيلي تومسون على موقع ميوزك برينز (الإنجليزية)
- شيلي تومسون على موقع قاعدة بيانات الفيلم (الإنجليزية)